# Torneo de L'Aquila 1999
El Torneo de L'Aquila fue una competición amistosa de rugby llevada a cabo en la ciudad italiana de L'Aquila en agosto de 1999. Participaron 4 selecciones que más adelante se presentaron en la Copa Mundial de Rugby de 1999, por lo que este cuadrangular sirvió como preparatoria para dicho torneo.

## Equipos participantes
- Selección de rugby de España (XV del León)
- Selección de rugby de Fiyi (Fliying Fijians)
- Selección de rugby de Italia (Azzurri)
- Selección de rugby de Uruguay (Los Teros)

## Posiciones
| Pos. | Equipo  | Encuentros | Encuentros | Encuentros | Encuentros | Tantos  | Tantos    | Tantos     | Puntos |
| Pos. | Equipo  | jugados    | ganados    | empatados  | perdidos   | a favor | en contra | diferencia | Puntos |
| ---- | ------- | ---------- | ---------- | ---------- | ---------- | ------- | --------- | ---------- | ------ |
| 1    | Fiyi    | 3          | 3          | 0          | 0          | 128     | 76        | + 52       | 6      |
| 2    | Italia  | 3          | 2          | 0          | 1          | 123     | 78        | + 45       | 4      |
| 3    | Uruguay | 3          | 1          | 0          | 2          | 61      | 91        | - 30       | 2      |
| 4    | España  | 3          | 0          | 0          | 3          | 34      | 101       | - 67       | 0      |

Nota: Se otorgan 2 puntos al equipo que gane un partido, 1 al que empate y 0 al que pierda

## Resultados[1]

### Primera fecha
| 22 de agosto 17:00 | Italia | 49 - 17 | Uruguay | Estadio Tommaso Fattori, L'Aquila, Italia |                               |
|                    |        | Reporte |         | Asistencia: 2000 espectadores             | Asistencia: 2000 espectadores |

| 24 de agosto 19:30 | Fiyi | 39 - 20 | España | Estadio dei Marsi, Avezzano, Italia                  |                                                      |
|                    |      | Reporte |        | Asistencia: 2000 espectadores Árbitro(s): Joel Jutge | Asistencia: 2000 espectadores Árbitro(s): Joel Jutge |

### Segunda fecha
| 26 de agosto 18:30 | Fiyi | 39 - 24 | Uruguay | Estadio Tommaso Fattori, L'Aquila, Italia |                              |
|                    |      | Reporte |         | Árbitro(s): Claudio Giacomel              | Árbitro(s): Claudio Giacomel |

| 26 de agosto 20:30 | Italia | 42 - 11 | España | Estadio Tommaso Fattori, L'Aquila, Italia |                               |
|                    |        | Reporte |        | Asistencia: 6000 espectadores             | Asistencia: 6000 espectadores |

### Tercera fecha
| 28 de agosto 20:30 | España | 3 - 20  | Uruguay | Estadio Tommaso Fattori, L'Aquila, Italia |                              |
|                    |        | Reporte |         | Árbitro(s): Claudio Giacomel              | Árbitro(s): Claudio Giacomel |

| 28 de agosto 14:30 | Italia | 32 - 50 | Fiyi | Estadio Tommaso Fattori, L'Aquila, Italia                |                                                          |
|                    |        | Reporte |      | Asistencia: 5000 espectadores Árbitro(s): Stewart Piercy | Asistencia: 5000 espectadores Árbitro(s): Stewart Piercy |

| Bandera de Fiyi |
| Campeón Fiyi    |